# Pseudophasma
Pseudophasma é uma gênero da infraclasse Neoptera.  